# Jørgen Rasmussen (labdarúgó, 1937)
Jørgen Rasmussen (1937. február 19. –) dán válogatott labdarúgó.
A dán válogatott tagjaként részt vett az 1964-es Európa-bajnokságon.

## Sikerei, díjai
B 1913
- Dán kupa (1): 1963